# Moonshiners
Moonshiners is een Amerikaanse docudramaserie uitgezonden door Discovery Channel. De serie volgt mensen die in de Appalachen illegaal hun eigen sterkedrank, "moonshine", stoken.
We zien hoe diverse mannen de tweehonderd jaar oude traditie van hun voorvaderen voortzetten en diep in de bossen hun eigen destilleerderijen opzetten, terwijl ze proberen de politie te ontlopen. De autoriteiten van Virginia (samen met North Carolina en South Carolina een van de staten waar de serie wordt opgenomen) hebben gesteld dat er niet daadwerkelijk illegaal drank gestookt wordt voor het televisieprogramma, en als dat wel zo zou zijn dat ze dan actie zouden hebben ondernomen.

## Seizoenen
Het eerste seizoen ging in première op 6 december 2011 en bestond uit zeven afleveringen: zes reguliere en één special. De normale uitzendingen werden in december 2011 en januari 2012 uitgezonden en de special volgde in april. Beelden van de moonshiners en de politieagenten worden afgewisseld met fragmenten van een documentaire die Neal Hutcheson maakte over het leven van Marvin "Popcorn" Sutton, een beruchte moonshiner die in 2009 zelfmoord pleegde om een celstraf te ontlopen.
Het tweede seizoen ging in première op 7 november 2012 en bestond uit vijftien afleveringen: twaalf reguliere en drie specials. De normale uitzendingen liepen van november 2012 tot en met januari 2013 en de specials volgden in februari. Het aantal leden van de cast is ten opzichte van het eerste seizoen fiks uitgebreid en er worden nu drie groepen moonshiners intensief gevolgd. Dit keer worden oude beelden vertoond van de in 2011 overleden Barney Barnwell, eveneens een bekende moonshiner en bluegrassmuzikant.